# Likoma

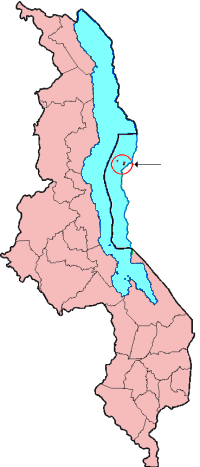
Distriktets placering i Malawi

Likoma är ett av Malawis 28 distrikt och en ö i norra Malawi. Distriktet, som omfattar öarna Likoma och Chisumulu i Malawisjön, ligger nära Moçambiques fastland. Distriktet ligger i Northern Region. Huvudort är Likoma.